# Serica sphaerica
Serica sphaerica är en skalbaggsart som beskrevs av Hermann Burmeister 1855. Serica sphaerica ingår i släktet Serica och familjen Melolonthidae. Inga underarter finns listade i Catalogue of Life.